# Mike Wilkinson
Michael Joseph „Mike“ Wilkinson (mazedonisch Мајкл Вилкинсон; * 1. Oktober 1981 in Blue Mounds, Wisconsin) ist ein gebürtiger US-amerikanischer Basketballspieler. 2006 nahm er die Staatsbürgerschaft Mazedoniens an und vertrat dieses Land bei internationalen Spielen. Er spielt auf der Position des Power Forward.

## Karriere als Spieler

### College
Mike Wilkinson ging an der Wisconsin Heights High School zur Schule und wurde in seinem Senior-Jahr zum „Wisconsin Mr. Basketball“ als bester Basketballspieler seiner Altersklasse in Wisconsin gekürt. Zum Studium blieb er in seinem Bundesstaat und wechselte 2000 an die University of Wisconsin–Madison, deren Hochschulteam Badgers zuvor erstmals seit den 1940er Jahren wieder das Final Four der NCAA Division I Basketball Championship erreicht hatte. In seinem Freshman-Jahr setzte Wilkinson von offiziellen Spielen in der NCAA aus und meldete sich „redshirted“, was dazu dient, ein weiteres Spieljahr in der ansonsten auf vier Spielzeiten limitierten Collegekarriere zu bekommen. Anschließend gewann er unter dem neuen Trainer Bo Ryan zusammen mit den späteren NBA-Profis Kirk Penney, Devin Harris und ab 2002 Alando Tucker zweimal die reguläre Saison und 2004 das Finalturnier in der Big Ten Conference, der ältesten und einer der spielstärksten Conferences der NCAA. Dies war den Badgers zuletzt ebenfalls in den 1940er Jahren gelungen. In der landesweiten Endrunde erreichte man 2003 das Achtelfinale Sweet Sixteen und 2005 das Viertelfinale Elite Eight. Während seiner vierjährigen Spielzeit bei den Badgers war er in jeder Saison der beste Rebounder seiner Mannschaft und schaffte in elf verschiedenen Kategorien den Sprung in die Top-Ten-Statistiken der Universität, unter anderem für die meiste gespielte Zeit. Nach dem Ende seiner Collegekarriere blieb er jedoch im Entry Draft der NBA unberücksichtigt.

### Europa
Seinen ersten Profi-Vertrag unterschrieb Wilkinson in Europa bei Aris Thessaloniki, mit dem er es 2006 und 2007 bis in die Halbfinal-Play-offs der griechischen Liga A1 Ethniki schaffte. Die anschließende Serie um den dritten Platz gewann man jeweils knapp und sicherte sich die Bronzemedaille in der griechischen Meisterschaft. Im europäischen Vereinswettbewerb ULEB Cup spielte er mit Aris 2006 im Finale gegen Dynamo Moskau und verlor. Anschließend wechselte er für zwei Jahre in die russische Superliga und wurde mit dem Basketballverein aus Chimki 2008 russischer Pokalsieger. Er erreichte zwei Mal (2008, 2009) das Finale der russischen Meisterschaft und verlor beide Male gegen den Serienmeister ZSKA. Zudem erreichte er mit Chimki das Finale des einmalig ausgespielten VTB United League PromoCup 2008. Bei diesem Turnier wurde er in das „All-Tournament-Team“ der besten Spieler der acht teilnehmenden osteuropäischen Profimannschaften gewählt. 2009 erreichte er mit diesem Verein erneut das Finale des ULEB Cup, der nunmehr Eurocup hieß, und verlor auch dieses gegen den litauischen Verein Lietuvos rytas Vilnius.
Nach einem Jahr in der Türkei bei Galatasaray aus Istanbul, mit denen er jedoch knapp die Play-offs um die türkische Meisterschaft verpasste, kehrte Wilkinson für die Saison 2010/11 nach Russland zurück. Hier spielte er zunächst zusammen mit Alando Tucker, seinem ehemaligen Mannschaftskameraden bei den Badgers, für Lokomotive-Kuban, mit dem er das Halbfinale des russischen Pokals und das Finale der EuroChallenge erreichte. Ab der Saison 2011/12 spielt er für den Eurocup 2010/11-Gewinner UNICS unter anderem im höchsten europäischen Vereinswettbewerb EuroLeague 2011/12 zusammen mit Kelly McCarty, mit dem er schon bei BK Chimki zusammenspielte. Hier erreichte man auf Anhieb die Viertelfinal-Play-offs, die jedoch glatt gegen den favorisierten FC Barcelona verloren gingen, der zuvor in 16 Gruppenspielen nur einmal verloren hatte. Nachdem Trainer Jewgeni Paschutin den Verein verlassen hatte, konnte UNICS in der Saison 2012/13 an frühere Erfolge nicht mehr anschließen. Nach dem Ende der Spielzeit 2012/13 erhielt Wilkinson keinen neuen Vertrag mehr. Ende Januar 2014 unterschrieb er einen Vertrag in Bulgarien bei Lewski aus Sofia.

### Nationalmannschaft
Seit 2006 besitzt Mike Wilkinson die mazedonische Staatsbürgerschaft und nahm mit der mazedonischen Nationalmannschaft an der Qualifikation zur EM-Endrunde 2007 teil.

## Auszeichnungen und Erfolge

### Mit der Mannschaft
- Vize ULEB Eurocup: 2006, 2009
- Vize russische Meisterschaft: 2008, 2009
- Sieger russischer Pokal: 2008

### Persönliche Auszeichnungen
- Mitglied All Tournament Team VTB United League PromoCup 2008.
- Teilnehmer des All-Star-Game der PBL 2011.